# インデックス (とある魔術の禁書目録)
インデックス（Index）は、鎌池和馬作のライトノベル『とある魔術の禁書目録』に登場する架空の人物であり、同作品のメインヒロイン。
担当する声優は井口裕香（アニメ版、ドラマCD版、ゲーム版共通）。

## 人物
イギリス清教第零聖堂区「必要悪の教会（ネセサリウス）」に所属するシスターにして魔術師の少女。10万3000冊の魔道書を記憶する「禁書目録」という過酷な役割を担っている。魔法名は「Dedicatus545（献身的な子羊は強者の知識を守る）」。
本名、年齢等のパーソナルデータは一切不明であり、作中では未だそのことについて言及されていない。魔道書図書館としての正式名称は「Index-Librorum-Prohibitorum（禁書目録）」で、パスポートの名義にもそのまま書かれている。
全体的に幼い話し方で、語尾に「～なんだよ」「～かも」と間延びした口調でしゃべり、日本人の名前を呼ぶ時は「とうま」や「ひょうか」など平仮名で表記される。

### 容姿
腰まで届くほどの長いストレートの銀髪とエメラルドのような緑色の瞳、白い肌に小柄で華奢な体格。整った顔立ちをしており、上条によると肌や髪からわずかに甘い匂いが香っている。
服装は常に純白の布地に金の刺繍が施され高級なティーカップに似た印象の修道服（「歩く教会」）で、数十本もの安全ピンで布地を留めて着用している。ただし、金属探知機を通る海外旅行の場合は安全ピンを使えないので、飛行機の中では普通の衣服に着替える。

### 性格
外見年齢の割に幼い性格で、わがままな言動が目立つ。しかし根幹の部分では誰かが傷付くのを嫌い、人を守るためなら自分の身を顧みず、「禁書目録」という凄絶な宿命を笑って受け入れる芯の強さと優しさ、献身の心を持っている。
姫神曰く「誰かに助けてもらうべき特別な才能も知識も兼ね備え、側にいるだけで他人を幸せに出来る心の持ち主」で、ステイルも「（インデックスの）傍若無人に見える振る舞いは全て誰かの為」であると語っている。普段はシスターらしからぬ能天気な振る舞いが多いが、時折篤い信仰を見せる。

### 生活
ロンドンの聖ジョージ大聖堂で育ったが、物語開始より1年ほど前に記憶を失って以後は日本におり、上条に救われてからは上条の部屋に居候している。
上条が学生であるため、基本的に昼間は一人で暇を持て余している。家ではテレビを見るのが好きで、超機動少女カナミンがお気に入り。基本的に家事や飼い猫のスフィンクスの世話は上条に任せきりであり、頼まれても手伝うことはない。また常識や文化に疎く不器用なこともあって、家事自体がロクに出来ない。
平時は呑気に暮らしているインデックスだが、禁書目録の使命感として、魔術絡みの事件の際は率先して解決に乗り出さねばならないと考えている。実際は彼女の知らぬ間にことが終わっていることが多いものの、事件を知った時やイギリス清教から正式に通達が来た場合は、後述のように主にサポート役として仲間と共闘する。

#### 食欲
外見に似合わず非常に食欲旺盛かつ大食いで、腹を空かせて食事をねだることが多く、よく「はらぺこシスター」と形容される。反面、空腹がいつまでも満たされないでいると機嫌が悪くなり、その矛先を上条に向けて理不尽な怒りをぶつけることもたびたびある。シスターなので本来嗜好品や食欲への執着は禁じられているが、本人は修行中だから仕方ないと自己解釈し、誘惑に負けている。好き嫌いは特に無く、とにかくよく食べ、数人前の量を一気に食べ尽くし周囲の人間をしばしばあきれさせている。空腹を紛らわすため冷蔵庫の中身を喰いつくしてしまい、庫内がレイヴィニアから「人間の生活環境じゃねえ」と酷評されるほどの惨状になったこともある。また、敵勢力が学園都市内をうろついているため食料調達ができなくなってしまったときは、「やっちまおう」とシスターとは思えないような過激発言をしたこともある。
この食欲については、後述の完全記憶能力による膨大な記憶量の影響で脳が大量のエネルギーを必要としているからという見方もある。

#### 知能
後述のように魔術に対しては非常に優秀な頭脳を発揮し、それに関連して文学や語学方面の知識も豊富。非常に本好きで漫画や絵本でも目の色を輝かせて読み耽り、数十カ国もの言葉をしゃべれるほか未開の文化圏の言語すら習得できるほど。だが、生い立ちゆえに一般常識には疎く後述のように科学的な知識もめっぽう弱い。

#### 完全記憶能力
インデックスが持つ、一度見聞きした事柄は瞬時に覚え絶対に忘れないという能力。能力と表記されているが正確には体質であり、これを止めることは出来ず、本人の意思にかかわらず視界に入ったり耳に挟んだどんな些細な物でも全て記憶してしまう。当初は記憶できる容量に限界があるように言われていたが、実際は一生分の知識や思い出を死ぬまで記憶し続けることが出来る。もっとも、外的要因によって強引に記憶を奪うことは可能である。
この力は魔術や超能力とは関係なく、単なる体質によるもの。ただし、インデックスが生まれつき持っていたかどうかは不明。
また、完全記憶能力で他人のモーションを理解する事はできても、体格が伴っていないため格闘技やスポーツに活かすことはできない。ただし、ダーツのようにガタイの必要ないスポーツであれば、即座に学習して急激に上達していく。

#### 科学オンチ
魔術サイドの住人は科学が苦手な傾向にあり、彼女もその一人。極度の科学オンチで携帯電話もうまく扱えずタッチパネル式の自販機の使い方が全く分からないほど機械に弱く、科学的な用語についても無知。
また、掃除ロボを「電動の使い魔（アガシオン）」と呼んだり、天気図を「人工的な風水読み」と捉えるなど、しばしば魔術的な観点で物事を見て間違った解釈をする。一方で後述のヒューズ=カザキリや打ち止めのウイルスの件では、科学的に作られた人工天使を魔術的に解釈したことで、ウイルスのワクチンを失っている状態にもかかわらず状況を打破させることへと繋げることができた。
ただし電子機器ではない、スパナやドライバーのような近代的ではない（電動でない）道具であればすぐに扱いを覚えられる。

### 人間関係
上条とは学園都市にやってきて初めて知り合った人間であり、自分を助けるために奔走した件を経て、現在では彼に信頼と好意を寄せている。魔術師ではあるが、基本的にインデックスを事件に巻き込みたくない上条により蚊帳の外に置かれることが多く、逆に一般人である上条を事件から遠ざけようと努めているが、効果は無い。それでも、上条が傷付いて欲しくないという思いは変わっておらず、意識不明の状態で見つかればベッドのそばにいるなど彼を心配している。しかし同時に不満も募らせており、事件が解決するたびにそれを爆発させて頭に噛み付くこともしばしば。この「噛み付く」という行為をするのは上条に対してのみで、照れ隠しややきもちに類する感情表現であるかどうかはインデックス自身気が付いていない。
人に好かれやすく誰とでも仲良くなれる気質であり、初対面の相手でもフレンドリーに接したり上条の家族やクラスメイトに対してもすぐに馴染むほどである。小萌や姫神とは作中初期から親しく、舞夏ともよく世間話をする仲。しかし学園都市で暮らすようになってからは上条を介した知り合いしかいなかった為、初めてインデックスが一人で作った「ともだち」である風斬氷華には（氷華にとってもインデックスが初めての「ともだち」であるので）互いに格別の親愛の情を抱いている。
かつてのパートナーと親友であるステイルや神裂との思い出は失っており（漫画版2巻では彼ら3人が親密だった頃の様子が回想として描かれている）、物語初期は「10万3000冊を狙う魔術結社所属の敵魔術師」と認識していたが、現在では誤解も解けて幾度か共闘したことにより「同僚の魔術師」程度には思っている。また、レイチェルなどの同世代のイギリス清教のシスター達とも仲良くやっていたようで、本人は彼女達のことを覚えていないがイギリスで再会した際には色々とかわいがられていた。後述のようにかつては1年周期に記憶を消し親しい人間と別離しなければならないという非常に過酷な境遇にあった。
美琴とはさほど親しくないが、幾つかの事件で解決のために協力している。新たな同居人となった元「魔神」オティヌスは、同じく魔術のプロフェッショナルという事で、上条を一緒にサポートする機会が多い。

## 作中での行動
7月20日、魔術サイドからの逃走中に学園都市に迷い込み、上条の部屋のベランダに引っかかっていたところに出くわした彼と出会ったことが物語の始まり。後述の「首輪」を上条が破壊したことで、イギリス清教は彼を禁書目録の管理人（足枷）とし、インデックスは上条家の居候となる。この際、上条がインデックスを救う際に記憶喪失になったことは彼女を悲しませたくない上条の配慮（彼女が離れるのが怖いという自身のエゴもあった）により彼女には知らされていない。
8月8日、かつてのパートナーであるアウレオルスが起こした三沢塾での事件に巻き込まれ、8月31日には魔道書「抱朴子」を狙った闇咲逢魔に誘拐されるもいずれも上条によって救出される。9月1日、上条の高校にやってきた際にAIM拡散力場の集合体である風斬氷華と出会い、学園都市にやってきてから初めての友達となり、学園都市に侵入した同僚のシェリーが起こした騒動に巻き込まれるも、「強制詠唱」を駆使しゴーレム相手に奮戦する。
9月8日の法の書事件ではアニェーゼ部隊に誘拐されたオルソラを救出するため、上条らと共闘。9月15日に知り合ったアリサと仲良くなって、ライブ本番までの護衛も兼ねて同居する事になり、9月18日には拉致された彼女を救出すべく上条と共にバリスティックスライダーでエンデュミオンの中継ステーションに向かい、レディリーが北半球を巻き添えに自殺すべく発動しようとした大規模魔術の解体を行った。9月27日に上条と出かけたイタリア・キオッジアでは、「アドリア海の女王」の騒動に出くわし、上条らと共に女王艦隊に乗り込み、アニェーゼ救出に協力。9月30日には、上条を捜して街を彷徨っていた時に、一方通行と偶然遭遇する。その後、「神の右席」前方のヴェントへの対抗策として、アレイスターにより人工天使「ヒューズ＝カザキリ」と化した風斬とその発動に利用された打ち止めを救うために奮戦し、歌による詠唱で打ち止めに打ち込まれたウイルスを停止させることに成功する。
10月17日、祖国イギリスからの「禁書目録召集令状」に応じ、上条と共にイギリスに向かい、第二王女キャーリサと騎士派が起こしたクーデター「ブリテン・ザ・ハロウィン」に巻き込まれる。その中で、第三王女ヴィリアンと協力し、カーテナ＝オリジナルの供給源を断つことに成功し、バッキンガム宮殿でのキャーリサとの戦いでは、終局に「強制詠唱」でカーテナ＝オリジナルの制御を一時的に奪い、キャーリサ撃破に貢献する。
クーデター終結後、遠隔制御霊装の存在が明らかとなり、「神の右席」右方のフィアンマがこれを強奪しインデックスの身が脅かされることとなる。第三次世界大戦中にフィアンマが霊装を使用したことで暴走状態となるが、ステイルによって大事に至る前に拘束され、その間に上条の奮闘によってフィアンマは倒される。「ベツレヘムの星」にて霊装越しに上条との束の間の会話で、上条から自分が記憶喪失であることを打ち明けられ、それをインデックスは優しく許容して「いつものとうまが帰って来ればそれでいい」と答え、それに対し上条は「必ず帰って直接謝る」と約束する。そして遠隔制御霊装が破壊されたことにより、無事に解放され目覚める。ただし奪われたのは「王室派」の物であり、「清教派」の遠隔制御霊装は依然ローラが所持している。
終戦後、学園都市に戻り上条を待ち続け、11月5日に上条を捜しに行こうと上条の部屋を出ようとした矢先に、レイヴィニアらと共に帰って来た上条と再会する。グレムリンとの東京決戦においては、美琴と共に上条の元へ駆けつけ魔導書の知識でフレイヤの術式を解析・完成させたことで、その命を救う。「船の墓場」で上条が突然自分たちを裏切る行動に出た理由を推察し、フレデリシアでレイヴィニアと共に彼を待ち受ける。一度は上条の責任を引き継ごうとしていたが、彼が空気を読まない発言をしたことで図らずも全力で彼と戦うことになる。10万3000冊の知識で一時的にレイヴィニアを疑似魔神化させることに成功したが、カミジョー属性が発動したことで術式制御のサポートを止めてしまう。その後、上条の提案を呑んだレイヴィニアに監視される形で戦場を離れる。
12月1日には新たな同居人であるオティヌスの家（ドールハウス）を購入するため第12学区のダイヤノイドに向かうが、そこでサンジェルマンの襲撃を受ける。上条とは別行動をとりながらも、オティヌスと共にサンジェルマンのネットワークを破壊する。12月3日の夜には「魔神」を追って寮に現れた上里勢力と交戦することとなる。エレメント襲撃時には上条と共に彼の通う中高一貫校に避難し、12月8日の作戦に利用するハンググライダーを手作業で作り上げる。その後、上里を帰還させるために上条から協力を求められるが、合流予定地点を上里勢力が哨戒していたせいで合流には失敗する。
12月11日の朝、土御門と府蘭から学園都市脱出に協力を求められるが、外壁を乗り越える段階で舞夏がアレイスターの魔術剣による攻撃を受けてしまい、術式を解除するため「窓のないビル」内部へと向かう。移動中に上条と離れ離れになるが、ビルから抜き出した「原典」にまつわるデータを解析することで魔術剣の解除、ひいてはエイワスの消滅にも貢献する。その直後にローラ＝コロンゾンが持つ遠隔制御礼装で操られてしまい一行の合流を妨害することとなるが、一方通行によって吹き飛ばされたところでミナ=メイザースが本体である魔道書「黒猫祭祀秘録」の「原典」を記憶させたことにより回路の一部を焼き切られ、制御から解放される。その後のイギリス上陸作戦にも同行し、上条がイングラド―ロンディニウム大要塞外縁部の干し草にたたき落とされると、アレイスターのもとを離れ府蘭と気球で別行動を開始。ロンドン周囲の最結界が破壊されたことを確認して市内で上条達に合流を果たすも、「神威混淆」の一件で再び逸れてしまい、探し回るよりは再会時に適切な助言ができるようにしておいたほうがいいと判断して、府蘭と共に大英博物館に向かって調査を行なった後、エディンバラ城で上条たちに合流、コロンゾンの目的を推察し、アエティール・アバターの攻撃を「法の書」の誤読法を利用して翻弄した。最終決戦では府蘭のバルーンで上空からの偵察を行った。戦後の祝勝会の最中、神浄の側に付いた食蜂の「心理掌握」によって自動切断が起動して意識を失う。上条らの再攻撃時に、暴走し始めた美琴のA.A.Aを止めるために「自動書記」を食蜂によって再構築され、不正なコンタクトを受けて暴走状態に陥り、美琴と激しく戦ったが、上条の元に戻った「幻想殺し」で再び「首輪」を破壊されて救われ、彼と共に学園都市へ帰還した。
12月24日には上条や美琴と共に街で遊んでいたが、「暗部」存続派による打ち止めの誘拐計画に巻きこまれ、上条と共に黒幕への対処に向かう。翌25日には激症型サンジェルマンに冒された上条のために礼拝堂で祈りを捧げ、オティヌスと共に能力者が魔術を使った場合の弊害についてのプラスワンのテキストを作り、R&Cオカルティクスの公式情報を利用して拡散させる。26日にはイギリス清教からの指令で人口3000万人が「消失」したロサンゼルスへ、上条、ステイル、神裂と共に向かい、事件解決に奔走する。31日には「年末出稼ぎアルバイト」をする上条と共に渋谷へ行き、アルバイトの概念を理解していなかったので宅配はせず上条の後をついて回る。その際に「橋架結社」内の争いに関わり、アラディアが使う実践魔女の術式について解説し、負傷したボロニイサキュバスを救命するため、芹亜や「旧き善きマリア」と共に付近の医療施設を探して10万の魔女とそれ以上の魔女狩りが争う渋谷を奔走した。

## 魔術・戦闘スキル

### 魔道書図書館
前述の完全記憶能力によって10万3000冊の魔道書を記憶している「魔道書図書館」を担っている。それらは常人が一目見たら発狂するほど危険な「原典」である一方で、手に入れた者を「魔神」にするほどの価値があり、それゆえにその身を魔術師に狙われることも多い。なお、レイヴィニアによると彼女が魔道書の汚染の影響を受けない理由は、一歩間違えば人間としての基本性能すら失うレベルの精神調整を何十回も繰り返し、大量の防御機構（宗教防壁）を格納しているためらしい。また、生命力を練って魔力を作る力がないため、自分の記憶を手繰って原典の写本を書いても「自動制御の魔法陣」を生み出すことにはならない。
世界中のあらゆる魔術の知識が詰め込まれ、基本的にはどんな魔術でも構造や弱点を看破することができる。ただし、知識にない一部の特殊な魔術に対しては無防備な側面がある。様々な魔術師に対抗するために毒を以て毒を制す「必要悪の教会」の理念の下に作られた対魔術戦用の役割とされているが、インデックス自身は「ブリテン・ザ・ハロウィン」終盤の際に、「連合の意義」をサポートするのがもう一つの理由ではないかと推測している。
作中ではインデックスが記憶している魔道書として、「エイボンの書」、「ソロモンの小さな鍵（レメゲトン）」、「ネームレス」、「食人祭祀書」、「死者の書」、「死霊術書（ネクロノミコン）」、「金烏玉兎集」、「金枝篇」、「Mの書」、「ヘルメス文書」、「秘奥の教義」、「テトラビブロス」、「桃太郎」、「抱朴子」、「創造の書」、「法の書」などが語られている。また、新約19巻で「黒猫祭祀秘録」を記憶したことで、以降は10万3001冊と表記されるようになる。

### 戦法
身体能力は外見相応に弱く、「自動書記」の影響で魔力が精製できないので通常の魔術は使えず、戦闘能力は低い。ただし下記のような技は使用でき、また魔力の流れを察知する感覚に長けているため、付近で発動している魔術を探知したり不意打ちを先読みするなども可能で、対魔術師の戦闘においては有効な自衛手段を持っている。また、特殊な魔術も見聞きしただけですぐに解析でき、単純な知識量のみならずその応用力・分析力は非常に高く、神裂によると「紛れもない天才」だという。作中ではその豊富な魔術知識と高度な頭脳によって、力強いサポート役となっている。

#### 技
厳密には「魔力を使わない魔術」である。
強制詠唱（スペルインターセプト）
ノタリコンと呼ばれる特殊な暗号を用い、他者の詠唱や術式に割り込んでその発動や効果を阻害したり意図的な誤作動を誘発する技。作中では「早口言葉や暗算などの作業をしている人の耳元でデタラメな言葉を言って混乱させるようなもの」と例えられている。
魔術的な狙撃にも対応でき、術者が遠隔操作する類ならゴーレムや「アドリア海の女王」の氷像などにも通用するが、あくまで術者に対する妨害でしかないため、完全自律型の術式には効かない。あらゆる魔術を即座に見抜き解析するインデックスならではの術ではあるが、天草式のような複数の術式を高速処理する魔術や数十人で同時に襲撃するような数の暴力には相性が悪い。また、アウレオルスの「黄金練成」や「神の右席」のような未知の魔術には使えない。
魔滅の声（シェオールフィア）
10万3000冊の知識を総動員し、相手の魔術の根幹を支える信仰や教義の矛盾点を徹底的に糾弾することで相手の精神を破壊する技。作中では「教義というOSのセキュリティホールを的確に貫くようなもの」と例えられている。
その「囁き」を聞いた者は一時的に自我を崩され、気絶してなお怯え震えて硬直したり防衛本能が暴走して自滅する。しかし、これは集団心理を利用しているため、「同じ思想で統一された純度の高い集団」にのみ大きく作用し、敵味方が入り乱れた混戦や個人戦ではうまく効果を発揮しない。また、魔道書の著者のように特殊な精神防壁を構築している者や、鼓膜を潰すなどして物理的に声を聞かない者にも通用しない。
その他にも、これらの声を利用して人間の精神や脳に干渉する技術を応用し、「0930」事件において打ち止めのウイルスを解除する「歌」を即席で作り出してヒューズ＝カザキリの暴走を食い止めることなども果たしている。

### 首輪
かつては禁書目録の離反を防ぐ名目の元、ローラ（ひいては英国女王）に「首輪」と呼ばれる術式を施されていた。喉の奥に不気味な紋章が刻まれ、これにより表向き、インデックスの脳は85%が魔道書の記憶で占められ、残りの15%の記憶で生きているとされ、1年毎にその15%の記憶を消去しなければ命を落とすという制約がかけられていた。そのため彼女には昔（1年前に日本へ来た以前）の記憶が無い。
また、他の「必要悪の教会」のメンバーには「首輪」の存在を知らされていなかったため、過去には多くの彼女と親しい人物（特にステイルやアウレオルス）が彼女の記憶消去を回避するため奔走したが、成功した者はおらず歴代のパートナー達は已む無く彼女と別離する事となった。ついにはその残酷な宿命を悲観したステイルと神裂によって、少しでもインデックスの別れの負担を軽減させようと「敵」を装って追跡するという究極的な措置が取られるまでになったが、最終的に上条が「首輪」を破壊したことで記憶を消去する必要が無くなった。

### 自動書記（ヨハネのペン）
禁書目録の防御機能。インデックスに「首輪」と共にかけられている魔術で、それに彼女の全魔力が用いられている（ゆえに彼女は魔力が精製できない）。インデックスの生命が脅かされたり、魔道書の中身を知ろうとすると発動され、彼女の頭脳にある10万3000冊の魔道書をフル活用して敵対者の魔術を即座に解析し最も有効な攻撃を算出して繰り出し、「禁書目録」の知識を利用した強力な魔術や対抗魔術で対象者を強制的に排除する。また、状況によっては魔術の解説や回復魔術の手順の指導なども行う。
その際、インデックスの意識は消え（完全記憶能力を持つ彼女でもそのときの記憶は珍しくあやふやになる）、瞳には魔法陣が浮かび上がり冷徹かつ無機質な擬似人格が表出し、無表情と機械的な言動で必要な措置を実行する。しゃべり方も淡々とした口調に変化し、特に非常時や魔術行使の際には「第○○章第××節。 - 」といった書物の記述の引用のような語句を頭に付けた話し方となるのが特徴。本人はこの状態になることを「冷たい機械になっていくみたいで怖い」として恐れている。
この状態のインデックスと対峙することは一つの戦争を迎えることと同義とまで言われ、実質「魔神」そのものかそれに近い存在である。また、シルビアによると「普通の魔力だけで魔神の力を行使する者は正真正銘の怪物」らしく、インデックスはこれにも当てはまると思われる。
上条が「首輪」を干渉した際に発動するが、彼に破壊された。その後、遠隔制御霊装の強制干渉を受けて再び起動するが、破損が酷くインデックスを不安定な状態にさせた。ウィンザー城での戦いでA.A.Aに対抗するため、「心理掌握」で残留思念から復元されたが、再び「幻想殺し」で破壊された。
竜王の殺息（ドラゴンブレス）
「自動書記」モードのインデックスが上条を迎撃する為に放った魔術。「聖ジョージの聖域」と呼ばれる魔法陣で生み出された空間の亀裂から出現した直径約1mのレーザー兵器のような光の柱で、伝説のドラゴンが繰り出す攻撃と同義であるという。空間の亀裂からは正体不明の怪物が覗き込んでいる。圧倒的な破壊力、「幻想殺し」に対して真正面から押し勝つ強大な物量と質、そして大気圏外にまで届き「樹形図の設計者」が搭載された人工衛星を撃墜するほどの射程を誇る強力極まりない攻撃。光の柱に触れた物質は光の羽へと変換され、1枚でも頭に触れただけで脳細胞を物理的に死滅させるほどの威力がある（上条はこれによって記憶を物理的に失った）。
神よ、なぜ私を見捨てたのですか（エリ・エリ・レマ・サバクタニ）
「竜王の吐息」を改変した対十字教術式。純白だった光の柱は赤黒く変色する。ステイルが用いる歪曲した十字教術式「魔女狩りの王」に対抗するために構築されており、「魔女狩りの王」の再生力を弱めて霧散させている。
豊穣神の剣
北欧神話に伝わる、賢き者が所持した時、自動で相手を斬りふせるという豊穣神フレイの剣の伝承を元に、白い光の粒子でできた長剣を生成して振るう術式。神ですら敗北し死を迎える北欧神話の世界観で、一度も敗北したことのない武具を再現しているため、北欧神話系の術式では対処することができない。北欧神話の流れを汲む術式を用いるステイルに対抗して編み出した。
他にも様々な攻撃を可能とする血のように「赤い翼」を背から生やすなど、多種多様で強力な魔術を発動する。また、遠隔制御霊装を奪ったフィアンマは、「神よ、なぜ私を見捨てたのですか」の他に、足から這い上がるように関節をずらすような激痛を伝播させる「ペクスヂャルヴァの深紅石」、50近いオレンジ色に灼熱する矢を降らせる「硫黄の雨は大地を焼く」といった魔道書図書館由来の術式を使用している。

#### 遠隔制御霊装
「首輪」以外に用意された安全装置の一つで、「自動書記」を外部から強制的に干渉・操作する霊装。アルファベットが刻まれたリングがいくつも並ぶ、ダイヤル式の錠前のような円筒形で金属製の霊装。この霊装を用いればインデックスの知識を自在に引き出すことができるが、原典の汚染を受ける危険は避けられない。
英国女王エリザードによると、インデックスの人権を確保する為に必要な措置であり、非人道的な意見に対処するには「制御下に置かれ安全である」と示さなければならなかったとのこと。「清教派」と「王室派」に1つずつ配備され、ローラやエリザードなど極一部の人間しか存在を知らなかった。

## 他作品での登場
『とある科学の超電磁砲』
原作者から出番は無いとされていたが、アニメ版では後期OPやアニメオリジナルの第17話・第19話・第24話（第19話と第24話ではセリフ無しでの登場）などでわずかながらも登場を果たした。漫画版でも第32話の扉絵（ただし、後ろ姿で顔は映っていない）や、第79話に登場している。
『とある魔術の禁書目録たん』
BD&DVD初回限定特典のおまけアニメシリーズ。
ちびキャラ化したいんでっくすたんとして登場。なお、その姿でも異常な食欲は健在である。また、『禁書目録たん3』では、『侵略!イカ娘』の主人公イカ娘に扮した姿で登場している。さらに、このシリーズの元となった『しゃくがんのシャナたん』シリーズの『灼眼のシャナたん リベンジ』にゲスト出演を果たし、シャナたんと激しい言い争いを繰り広げた。
『とある魔術のヘヴィーな座敷童が簡単な殺人妃の婚活事情』
悪神ロキによって上条、美琴と共に『とある魔術の禁書目録』の世界から北欧文化の世界に連れてこられる。神造船スキーズブラズニルから人里へ向かう途中で起きた男女間の諍いに負けた男性陣の腹いせで「歩く教会」を燃やされ裸マントを着ざるを得なくなる。
『とある科学の一方通行』
第27話に登場。食事中、蛭魅によって引き起こされた異変を察知する。
『電撃学園RPG Cross of Venus』
アスキー・メディアワークスのニンテンドーDS（DS）用ソフト。電撃文庫15周年記念作品の学園アクションRPG。
電撃カードで戦闘を支援する電撃ヘルパーとして参戦する。まだ自身が「首輪」（ゲーム中では機能していない）の術式をかけられていることを知らず、「必要悪の教会」の追っ手から逃亡していた頃（第1巻前半）の設定である。異世界で主人公一行が敵の妨害などによって足止めを喰らった時には完全記憶能力や魔道書図書館の知識によって状況を打破するという、彼らになくてはならない存在となっている。
『魔界戦記ディスガイア4』
日本一ソフトウェアのPlayStation 3（PS3）用ソフト。史上最凶のシミュレーションRPG。
回復魔法の「オメガヒール」の演出でインデックスが登場し、微笑で対象を癒すというものになっている。
『とある魔術の電脳戦機』
電脳戦機バーチャロンとのコラボ作品。乗機はバル・バドス。

## 備考
作者の鎌池によると、本作の構想段階で最初に考え出されたのがインデックスであり、コンセプトとしては「強力な魔術を秘めた本という題材はありふれているが、キャラクターとセットなら面白くなる」とのこと。その後「彼女をどれだけ残酷な環境に置けば救いたくなるか」と設定し、彼女を救う存在である上条を始めとする本作の多くの設定は彼女を軸として生み出されたという。
鎌池によれば、インデックスは「出番が少なくとも話の流れに深く関与する不思議なキャラクター」であり、彼女がほとんど登場しないエピソードであっても、「彼女が事件から遠ざかっている度合いによって、上条の平穏がどれだけ危険にさらされているかが分かる平和の象徴として機能する」という。